# Cory Doctorow
Cory Doctorow (ur. 17 lipca 1971 w Toronto) – kanadyjski pisarz literatury fantastycznonaukowej, dziennikarz i bloger.
Jeden z redaktorów witryny Boing Boing, zwolennik Creative Commons. Laureat Nagrody Campbella dla nowych pisarzy w 2000 r. oraz nagrody Campbella dla najlepszej powieści i nagrody Prometeusza w 2009 r. za Little Brother, a także kilku nagród Locusa: za debiut powieściowy Down and Out in the Magic Kingdom (2004), nowele I, Row-Boat (2006) i Gdy sysadmini rządzili światem (2007) oraz opowiadanie After the Siege (2008). Kilkakrotnie nominowany do nagród Hugo i Nebula.
Jest wykładowcą na warsztatach Clarion Workshop. Był gościem specjalnym konferencji CopyCamp 2014 w Warszawie.

## Tłumaczenia na język polski
W Polsce znany początkowo z książki Blogging: przewodnik (tł. Piotr Kresak, "RM", 2003) oraz opowiadań Klamociarz i Gdy sysadmini rządzili światem, opublikowanych w antologiach Kroki w nieznane w 2005 i 2007.
Na początku 2011 ukazało się w Polsce tłumaczenie najpopularniejszej powieści Doctorowa, Mały Brat (Little Brother), a pod koniec 2014 zbioru esejów Kontekst.
W latach 2021–2023 na stronie Biblioteki Anarchistycznej opublikowano amatorskie przekłady zbioru opowiadań Radykalne (Radicalized) i powieści Odchodząc (Walkaway) oraz Dla Wygranej (For The Win) na licencji Creative Commons.

## Twórczość

### Powieści
- Down and Out in the Magic Kingdom (2003)
- Eastern Standard Tribe (2004)
- Someone Comes to Town, Someone Leaves Town (2005)
- Makers (2009)
- For the Win (2010)
- The Rapture of the Nerds (2012)
- Pirate Cinema (2012)
- In Real Life (powieść graficzna, il. Jen Wang 2014)
- Walkaway (2017)
- The Lost Cause (2023)[3]

#### Uniwersum Mały Brat
- Mały Brat (Little Brother, 2008). Wydanie polskie (2010) – przekład: Barbara Komorowska. Nagroda Campbella 2009, nagroda Prometeusza 2009
- Homeland (2013)
- Attack Surface (2020)

#### Seria Martina Hencha
- Red Team Blues (2023)
- Bezzle (2024)
- Picks and Shovels (2025)

### Zbiory opowiadań
- A Place So Foreign and Eight More (2003)
- Overclocked: Stories of the Future Present (2007)
- With a Little Help (2009)
- Radicalized (2019)

### Inne
- Prawdziwe Imiona (True names, 2009) − mikropowieść napisana wspólnie z Benjaminem Rosenbaumem, nominowana do nagród Hugo[4] i do nagrody Locusa[5]. Benjamin Rosenbaum, Cory Doctorow. Prawdziwe Imiona. „Fantastyka – wydanie specjalne”. 1 (38), 2013. (pol.).brak numeru strony.
- Dyżur w sądzie (Jury service, 2002) − Napisane wspólnie z Charlesem Strossem i opublikowane łącznie z opowiadaniem „Appeals Court” w tomie „The rapture of the nerds”. Na wrzesień 2012 zapowiadane było rozszerzenie obu opowiadań w formę powieści pod tym samym tytułem. Polski przekład jest dostępny online na licencji Creative Commons, w tłumaczeniu Ireneusza Dybczyńskiego.
- Dyscyplina zabawy (Party Discipline, 2017) – tłum. amatorskie

### Publicystyka
- Lockdown. Nadchodząca wojna z komputerami ogólnego przeznaczenia (Lockdown: The coming war on general-purpose computing, 2011) − przekład: Stanisław Kwiatkowski, Instytut Misesa
- Kontekst. Eseje o wydajności, kreatywności, rodzicielstwie i polityce w XXI wieku (Context : further selected essays on productivity, creativity, parenting, and politics in the 21st Century, 2011)